# Tadepalligudem
Tadepalligudem là một thành phố và khu đô thị của quận West Godavari thuộc bang Andhra Pradesh, Ấn Độ.

## Nhân khẩu
Theo điều tra dân số năm 2001 của Ấn Độ, Tadepalligudem có dân số 102.303 người. Phái nam chiếm 49% tổng số dân và phái nữ chiếm 51%. Tadepalligudem có tỷ lệ 65% biết đọc biết viết, cao hơn tỷ lệ trung bình toàn quốc là 59,5%: tỷ lệ cho phái nam là 69%, và tỷ lệ cho phái nữ là 61%. Tại Tadepalligudem, 10% dân số nhỏ hơn 6 tuổi.